# Loxocythere hornibrooki
Loxocythere hornibrooki är en kräftdjursart som beskrevs av McKenzie 1967. Loxocythere hornibrooki ingår i släktet Loxocythere och familjen Cytheridae. Inga underarter finns listade i Catalogue of Life.